# Eleição municipal de Teresina em 2012
As eleições municipais em Teresina em 2012 aconteceram como parte das eleições nos 26 estados brasileiros. A exemplo do que houve em 1996 e 2004, a eleição ocorreu em dois turnos: o primeiro em 7 de outubro e o segundo em 28 de outubro. Ao final foram eleitos o prefeito, o vice-prefeito e 29 vereadores.
Sete candidatos disputaram a prefeitura no primeiro turno e no segundo, a disputa se deu entre o prefeito Elmano Férrer (PTB), cujo mandato se encerrou em 1º de janeiro de 2013, e o deputado estadual Firmino Filho (PSDB), que conquistou o terceiro mandato de prefeito de Teresina pelo voto direto. Desde o retorno das eleições diretas para prefeitos das capitais em 1985, apenas Teresa Surita supera o recorde de Firmino Filho, uma vez que a referida política elegeu-se prefeita de Boa Vista em 1992, 2000, 2004 e 2012.
Elmano Férrer foi eleito e reeleito vice-prefeito de Teresina em 2004 e 2008 e assumiu o cargo em 31 de março de 2010, quando o prefeito Silvio Mendes renunciou para disputar o governo do estado em 2010, sendo derrotado em segundo turno pelo governador Wilson Martins. Ele se tornou o primeiro prefeito não-reeleito da capital piauiense.
Sendo a sexta vitória consecutiva do PSDB para a prefeitura de Teresina, a primeira ocorreu com o professor Raimundo Wall Ferraz em 1992, embora esta última tenha ocorrido com o mais baixo percentual de votos nominais e percentuais desde então.
A vitória de Firmino Filho influenciou também a composição da Assembleia Legislativa do Piauí, visto que em seu lugar será efetivada a primeira suplente Amparo Paes Landim, eleita pelo DEM e atualmente, filiada ao PSD.

## Primeiro turno da eleição para prefeito
Nesta primeira fase da eleição defrontaram-se sete candidaturas sendo que Firmino Filho disputava sua terceira eleição para prefeito e Wellington Dias buscava o cargo pela segunda vez, sendo que em 2000, os dois disputaram o cargo, e Firmino Filho venceu em primeiro turno.
Os percentuais atribuídos a cada candidato representam o número de votos válidos. Houve ainda 8.283 votos em branco (1,86%) e 17.788 votos nulos (3,99%), estes dois últimos calculados sobre o comparecimento dos eleitores. Houve 419.525 votos nominais (94,15).
Estavam aptos a votar 531.138 eleitores e 445.596 (83,89%) compareceram ante 85.542 abstenções (16,11%).
| Candidatos a prefeito(a) | Candidato a vice-prefeito(a) | Número | Coligação                                                                          | Votos   | Percentual |
| ------------------------ | ---------------------------- | ------ | ---------------------------------------------------------------------------------- | ------- | ---------- |
| Firmino Filho PSDB       | Ronney Lustosa PSD           | 45     | Construindo novos caminhos PSDB, PSD, DEM, PPS, PSC, PSDC, PTdoB                   | 162.633 | 38,77%     |
| Elmano Férrer PTB        | Marllos Sampaio PMDB         | 14     | A força do trabalho PTB, PMDB, PP, PDT, PR, PV, PTC, PSL, PRP, PHS, PTN, PPL, PRTB | 139.016 | 33,14%     |
| Wellington Dias PT       | Cícero Magalhães PT          | 13     | PT (sem coligação)                                                                 | 59.470  | 14,18%     |
| Beto Rego PSB            | Lázaro do Piauí PCdoB        | 40     | Com a força do povo PSB, PCdoB, PRB, PMN                                           | 44.856  | 10,69%     |
| Maklandel Aquino PSOL    | Zilton Duarte PSOL           | 50     | PSOL (sem coligação)                                                               | 5.330   | 1,27%      |
| Daniel Solon PSTU        | Solimar Silva PSTU           | 16     | PSTU (sem coligação)                                                               | 5.103   | 1,22%      |
| Vasconcelos Pinheiro PCB | Lourdes Melo PCO             | 21     | Esquerda revolucionária PCB, PCO                                                   | 3.117   | 0,74%      |

## Segundo turno da eleição para prefeito
Os percentuais atribuídos a cada candidato são calculados segundo o número de votos válidos. Houve ainda 6.410 votos em branco (1,48%), 13.814 votos nulos (3,19%) e 98.111 abstenções (18,47%), estes três últimos calculados sobre o comparecimento dos eleitores.
Foram apurados votos em 1.287 seções eleitorais.
| Candidato a prefeito(a) | Candidato a vice-prefeito(a) | Número | Coligação                                                                          | Votos   | Percentual |
| ----------------------- | ---------------------------- | ------ | ---------------------------------------------------------------------------------- | ------- | ---------- |
| Firmino Filho PSDB      | Ronney Lustosa PSD           | 45     | Construindo novos caminhos PSDB, PSD, DEM, PPS, PSC, PSDC, PTdoB                   | 212.741 | 51,54%     |
| Elmano Férrer PTB       | Marllos Sampaio PMDB         | 14     | A força do trabalho PTB, PMDB, PP, PDT, PR, PV, PTC, PSL, PRP, PHS, PTN, PPL, PRTB | 200.062 | 48,46%     |

## Vereadores eleitos
Coube ao PTB eleger quatro vereadores e obter a maior bancada sendo que os partidários do prefeito Elmano Férrer elegeram treze vereadores contra nove dentre os que apoiaram Firmino Filho, além de quatro partidários de Beto Rego e três de Wellington Dias.
O número de vereadores foi elevado de 21, número estabelecido em 1988, para 29.
| Candidato eleito   | Partido | Votação | Cidade onde nasceu | Unidade federativa |
| Graça Amorim       | PTB     | 9.372   | Oeiras             | Piauí              |
| Dr. Pessoa         | PSD     | 9.293   | Água Branca        | Piauí              |
| Rodrigo Martins    | PSB     | 7.408   | Teresina           | Piauí              |
| Maj. Paulo Roberto | PSD     | 7.392   | Teresina           | Piauí              |
| Carlos Filho       | PTB     | 7.228   | Teresina           | Piauí              |
| Teresa Brito       | PV      | 6.237   | Piripiri           | Piauí              |
| Levino de Jesus    | PRB     | 6.078   | Salvador           | Bahia              |
| Edson Melo         | PSDB    | 5.530   | Teresina           | Piauí              |
| Tiago Vasconcelos  | PSB     | 5.358   | Teresina           | Piauí              |
| Joninha            | PSDB    | 5.184   | União              | Piauí              |
| Inácio Carvalho    | PP      | 5.091   | Teresina           | Piauí              |
| Antônio Aguiar     | PTB     | 4.947   | Teresina           | Piauí              |
| Luiz Lobão         | PMDB    | 4.910   | Teresina           | Piauí              |
| Aluísio Sampaio    | PDT     | 4.775   | Teresina           | Piauí              |
| Paulo Roberto      | PTB     | 4.726   | Teresina           | Piauí              |
| Valdemir Virgino   | PTC     | 4.324   | Parnarama          | Maranhão           |
| Dudu Oliveira      | PT      | 4.154   | Teresina           | Piauí              |
| Edvaldo Marques    | PSB     | 3.998   | Teresina           | Piauí              |
| Gilberto Paixão    | PT      | 3.911   | Teresina           | Piauí              |
| Rosário Bezerra    | PT      | 3.829   | União              | Piauí              |
| Jeová Alencar      | PTC     | 3.569   | Teresina           | Piauí              |
| Edvan Silva        | PTC     | 3.173   | Teresina           | Piauí              |
| Ananias Carvalho   | PV      | 2.787   | Barras             | Piauí              |
| Antônio José Lira  | DEM     | 2.635   | Teresina           | Piauí              |
| Ricardo Bandeira   | PSDC    | 2.318   | Piripiri           | Piauí              |
| Teresinha Medeiros | PPS     | 2.240   | União              | Piauí              |
| Cida Santiago      | PHS     | 2.032   | Paulo Ramos        | Maranhão           |
| Luís André         | PPS     | 2.008   | Teresina           | Piauí              |
| Celene Silva       | PTdoB   | 1.736   | União              | Piauí              |

## Pesquisas
| Data       | Instituto | Elmano Férrer (PTB) | Firmino Filho (PSDB) | Wellington Dias (PT) | Beto Rego (PSB) | Daniel Sólon (PSTU) | Maklandel Matos (PSOL) | Vasconcelo Pinheiro (PCB) | Brancos e Nulos | Indecisos |
| ---------- | --------- | ------------------- | -------------------- | -------------------- | --------------- | ------------------- | ---------------------- | ------------------------- | --------------- | --------- |
| 24/09/2012 | Ibope     | 27%                 | 32%                  | 14%                  | 8%              | 1%                  | 0%                     | 1%                        | 6%              | 10%       |
| 05/10/2012 | Ibope     | 35%                 | 27%                  | 14%                  | 10%             | 1%                  | 1%                     | 0%                        | 6%              | 6%        |